# اگنش فارکاش
اگنش فارکاش (مجاری: Farkas Ágnes؛ زادهٔ ۲۱ آوریل ۱۹۷۳) بازیکن هندبال اهل مجارستان است.
از باشگاه‌هایی که در آن بازی کرده‌است می‌توان به باشگاه فوتبال بروسیا دورتموند اشاره کرد.